# Ілля Харун
Ілля Харун (англ. Ilya Kharun; нар. 7 лютого 2005) — канадський плавець, який спеціалізується на вільному стилі і батерфляї.   Здобув дві бронзові медалі у запливах на 100 м і 200 м батерфляєм на літніх Олімпійських іграх 2024 року в Парижі, покращивши при цьому свій національний рекорд Канади.

## Раннє життя
Харун народився в Монреалі в 2005 році. Його батьки-українці були акробатами, які виступали у місцевому цирку дю Солей.   Згодом родина переїхала до Лас-Вегаса, де вони продовжили виступати у цирку.  Родина думала, що Ілля матиме право змагатися за Сполучені Штати у плаванні, але оскільки він мав лише канадський паспорт, було вирішено, що йому доведеться виступати за країну, де він народився.  

## Кар'єра
Харун дебютував у збірній Канади на чемпіонаті світу з плавання на короткій воді 2022 року.  Ілля завоював дві медалі на змаганнях, встановив два юніорські рекорди світу та три рекорди Канади.
У 2023 році на Чемпіонаті світу з плавання у Фукуоці Харун вилетів у півфіналах на дистанціях понад 50 метрів батерфляєм і понад 100 метрів батерфляєм, у результаті чого він став дев’ятим у півфіналі на дистанції понад 100 метрів, не вистачаючи 0,06 секунди до фіналу. На дистанції 200 метрів батерфляєм Харун дійшов до фіналу та фінішував четвертим одночасно з Томасом Гейлманом із США, відставши від третього на 0,16 секунди. 
На Олімпіаді-2024 у Парижі Харун завоював бронзові медалі на дистанціях 100 і 200 метрів батерфляєм.

## Особисті рекорди

### Довга дистанція (50-метровий басейн)
| Подія                | Час     | Місце проведення                                   | Дата             | Примітки | Посилання |
| -------------------- | ------- | -------------------------------------------------- | ---------------- | -------- | --------- |
| 50 м вільним стилем  | 23.31   | Водний центр Форт-Лодердейл, Форт-Лодердейл        | 4 березня 2023 р |          |           |
| 100 м вільним стилем | 51,61   | Міжвузівський водний центр Аллана Джонса, Ноксвілл | 14 січня 2023 р  |          |           |
| 50 м батерфляєм      | 23.27   | Marine Messe Fukuoka, Фукуока                      | 23 липня 2023 р  |          |           |
| 100 м батерфляєм     | 50,45   | Франція, Париж                                     | 3 серпня 2024 р  |          |           |
| 200 м батерфляєм     | 1:52,80 | Франція, Париж                                     | 31 липня 2024 р  | NR       |           |

### Коротка дистанція (25-метровий басейн)
| Подія            | Час     | Місце проведення                               | Дата             | Примітки   | посилання |
| ---------------- | ------- | ---------------------------------------------- | ---------------- | ---------- | --------- |
| 50 м батерфляєм  | 21.67   | Дунай Арена, Будапешт                          | 11 грудня 2024 р | NR, AM     |           |
| 100 м батерфляєм | 49.03   | Мельбурнський спортивно-водний центр, Мельбурн | 18 грудня 2022 р | NR, WJR    |           |
| 200 м батерфляєм | 1:48,24 | Дунай Арена, Будапешт                          | 12 грудня 2024 р | NR, AM, CR |           |